# Warsaw Open
Warsaw Open, oficiálně se jménem sponzora Polsat Warsaw Open byl profesionální tenisový ženský turnaj hraný v polském hlavním městě Varšavě. 
Probíhal na venkovních antukových dvorcích v areálu Legia Tennis Centre. V letech 2008 až 2010 spadal do kategorie Premier Tournaments na okruhu, předtím v letech 2003 až 2007 do kategorie Tier II, od roku 1995 do roku 1998 a v roce 2002 byl hrál jako turnaj kategorie Tier III a v letech 1999 a 2000 byl hrán v druhé nejnižší kategorie Tier IV.

## Vývoj názvu turnaje
- Warsaw Cup by Heros: 1995, 1997–2000
- Warsaw Cup: 1996
- J&S Cup: 2000–2007
- Warsaw Open: 2009
- Polsat Warsaw Open: 2010

## Přehled finále

### Dvouhra
| Rok  | vítězka                   | finalistka             | výsledek             | kategorie  |
| ---- | ------------------------- | ---------------------- | -------------------- | ---------- |
| 1995 | Barbara Paulusová         | Alexandra Fusaiová     | 7–6(7–4), 4–6, 6–1   | Tier III   |
| 1996 | Henrieta Nagyová          | Barbara Paulusová      | 3–6, 6–2, 6–1        | Tier III   |
| 1997 | Barbara Paulusová (2)     | Henrieta Nagyová       | 6–4, 6–4             | Tier III   |
| 1998 | Conchita Martínezová      | Silvia Farinová Eliová | 6–0, 6–3             | Tier III   |
| 1999 | Cristina Torrensová       | Inés Gorrochateguiová  | 7–5, 7–6(7–3)        | Tier IV    |
| 2000 | Henrieta Nagyová          | Amanda Hopmansová      | 2–6, 6–4, 7–5        | Tier IV    |
| 2001 | nekonal se                | nekonal se             | nekonal se           | nekonal se |
| 2002 | Jelena Bovinová           | Henrieta Nagyová       | 6–3, 6–1             | Tier III   |
| 2003 | Amélie Mauresmová         | Venus Williamsová      | 6–76, 6–0, 3–0 skreč | Tier II    |
| 2004 | Venus Williamsová         | Světlana Kuzněcovová   | 6–1, 6–4             | Tier II    |
| 2005 | Justine Heninová          | Světlana Kuzněcovová   | 3–6, 6–2, 7–5        | Tier II    |
| 2006 | Kim Clijstersová          | Světlana Kuzněcovová   | 7–5, 6–2             | Tier II    |
| 2007 | Justine Heninová (2)      | Aljona Bondarenková    | 6–1, 6–3             | Tier II    |
| 2008 | nekonal se                | nekonal se             | nekonal se           | nekonal se |
| 2009 | Alexandra Dulgheruová     | Aljona Bondarenková    | 7–6(7–3), 3–6, 6–0   | Premier    |
| 2010 | Alexandra Dulgheruová (2) | Čeng Ťie               | 6–3, 6–4             | Premier    |

### Čtyřhra
| Rok  | vítězky                                             | finalistky                                          | výsledek         | kategorie  |
| ---- | --------------------------------------------------- | --------------------------------------------------- | ---------------- | ---------- |
| 1995 | Laura Garroneová Sandra Cecchiniová                 | Henrieta Nagyová Denisa Krajčovičová                | 5–7, 6–2, 6–3    | Tier III   |
| 1996 | Elena Wagnerová Olga Luginová                       | Laura Garroneová Alexandra Fusaiová                 | 1–6, 6–4, 7–5    | Tier III   |
| 1997 | Ruxandra Dragomirová Inés Gorrochateguiová          | Meike Babelová Catherine Barclayová-Reitzová        | 6–4, 6–0         | Tier III   |
| 1998 | Karina Habšudová Olga Luginová (2)                  | Liezel Huberová Karin Kschwendtová                  | 7–6(7–2), 7–5    | Tier III   |
| 1999 | Irina Seljutinová Cătălina Cristeová                | Amélie Cocheteuxová Janette Husárová                | 6–1, 6–2         | Tier IV    |
| 2000 | Tathiana Garbinová Janette Husárová                 | Iroda Tuliaganovová Anna Zaporožanovová             | 6–3, 6–1         | Tier IV    |
| 2001 | nekonal se                                          | nekonal se                                          | nekonal se       | nekonal se |
| 2002 | Jelena Kostanićová Henrieta Nagyová                 | Jevgienia Kulikovská Silvija Talajová               | 6–1, 6–1         | Tier III   |
| 2003 | Liezel Huberová Magdalena Malejevová                | Eleni Daniilidou Francesca Schiavoneová             | 3–6, 6–4, 6–2    | Tier II    |
| 2004 | Silvia Farinová Eliová Francesca Schiavoneová       | Gisela Dulková Patricia Tarabiniová                 | 3–6, 6–2, 6–1    | Tier II    |
| 2005 | Tatiana Perebijnisová Barbora Strýcová              | Klaudia Jansová Alicja Rosolská                     | 6–1, 6–4         | Tier II    |
| 2006 | Anastasija Myskinová Jelena Lichovcevová            | Anabel Medinaová Garriguesová Katarina Srebotniková | 6–3, 6–4         | Tier II    |
| 2007 | Věra Duševinová Tatiana Perebijnisová (2)           | Jelena Lichovcevová Jelena Vesninová                | 7–5, 3–6, [10-2] | Tier II    |
| 2008 | nekonal se                                          | nekonal se                                          | nekonal se       | nekonal se |
| 2009 | Raquel Kopsová-Jonesová Bethanie Matteková-Sandsová | Čeng Ťie Jen C’                                     | 6–1, 6–1         | Premier    |
| 2010 | Virginia Ruanová Pascualová Meghann Shaughnessyová  | Cara Blacková Jen C’                                | 6–3, 6–4         | Premier    |

## Přehled rekordů

### Ženská dvouhra
- nejvíce titulů: 2
  -  Barbara Paulusová (1995, 1997)
  -  Justine Heninová (2005, 2007)
  -  Alexandra Dulgheruová (2009, 2010)
- nejvíce finále: 3
  -  Barbara Paulusová (1995, 1996, 1997)
  -  Světlana Kuzněcovová (2004, 2005, 2006)
- nejvíce titulů v řadě: 2
  -  Alexandra Dulgheruová (2009, 2010)
- nejvíce finále v řadě: 3
  -  Barbara Paulusová (1995, 1996, 1997)
  -  Světlana Kuzněcovová (2004, 2005, 2006)

### Ženská čtyřhra
- nejvíce titulů: 2
  -  Olga Luginová (1996, 1998)
  -  Tatiana Perebijnisová (2005, 2007)